# Strike (album)
Pour les articles homonymes, voir Strike.
Singles
Strike est le premier album du groupe allemand de rock 'n' roll The Baseballs. Sorti le 15 mai 2009, il regroupe des reprises de morceaux actuels, mais dans un style Rockabilly (chanteurs, une guitare électrique, une batterie, un piano, et une contrebasse jouée en slap et en pizzicato) des années 1950.

## Liste des chansons
| No  | Titre                                                  | Durée |
| --- | ------------------------------------------------------ | ----- |
| 1.  | Umbrella (reprise de Rihanna)                          | 3:07  |
| 2.  | Love in This Club (reprise de Usher)                   | 3:20  |
| 3.  | Hey There Delilah(reprise de Plain White T's)          | 3:44  |
| 4.  | Bleeding Love (reprise de Leona Lewis)                 | 3:52  |
| 5.  | Hot N Cold (reprise de Katy Perry)                     | 3:37  |
| 6.  | I Don't Feel Like Dancin' (reprise de Scissor Sisters) | 4:05  |
| 7.  | Don't Cha (reprise des Pussycat Dolls)                 | 3:52  |
| 8.  | Let's Get Loud (reprise de Jennifer Lopez)             | 3:29  |
| 9.  | Angels (reprise de Robbie Williams)                    | 3:19  |
| 10. | Crazy in Love (reprise de Beyoncé)                     | 3:16  |
| 11. | This Love (reprise de Maroon 5)                        | 3:28  |
| 12. | The Look (reprise de Roxette)                          | 3:21  |

## Classements
| Classements (2009–10)              | Meilleure position |
| ---------------------------------- | ------------------ |
| Australie (ARIA)                   | 37                 |
| Autriche (Ö3 Austria Top 40)       | 5                  |
| Belgique (Flandre Ultratop)        | 1                  |
| Belgique (Wallonie Ultratop)       | 52                 |
| Danemark (Tracklisten)             | 5                  |
| Pays-Bas (Mega Album Top 100)      | 2                  |
| Finlande (Suomen virallinen lista) | 1                  |
| France (SNEP)                      | 24                 |
| Allemagne (Media Control AG)       | 6                  |
| Grèce (IFPI)                       | 36                 |
| Irlande (IRMA)                     | 21                 |
| Italian Albums (FIMI)              | 55                 |
| Mexique (AMPROFON)                 | 47                 |
| Norvège (VG-lista)                 | 1                  |
| Espagne (Promusicae)               | 29                 |
| Suède (Sverigetopplistan)          | 1                  |
| Suisse (Schweizer Hitparade)       | 2                  |
| Royaume-Uni (UK Albums Chart)      | 4                  |

| Classements (2010)            | Meilleure position |
| ----------------------------- | ------------------ |
| Autriche (Ö3 Austria Top 40)  | 19                 |
| Pays-Bas (Mega Album Top 100) | 43                 |

| Classements (2009)                       | Position |
| ---------------------------------------- | -------- |
| Finnish Albums (Suomen virallinen lista) | 1        |
| German Albums (Offizielle Top 100)       | 54       |
| Swiss Albums (Schweizer Hitparade)       | 4        |

| Classements (2010)                 | Position |
| ---------------------------------- | -------- |
| Belgian Albums (Ultratop Flanders) | 24       |
| Dutch Albums (Album Top 100)       | 6        |
| Swedish Albums (Sverigetopplistan) | 6        |
| Swiss Albums (Schweizer Hitparade) | 29       |

| Classements (2010)           | Position |
| ---------------------------- | -------- |
| Austrian Albums (Ö3 Austria) | 73       |

| Région | Certification | Ventes/Streams |
| --- | ------------- | -------------- |
| Finlande (IFPI) | Platine       | 96 977         |
| Allemagne (BM) | Platine       | 200 000^       |
| Pays-Bas (NVPI) | Platine       | 50 000         |
| Norvège (IFPI) | Platine       | 30 000*        |
| Suède (GLF) | Platine       | 40 000^        |
| Suisse (IFPI) | Platine       | 30 000x        |
| Royaume-Uni (BPI) | Or            | 100 000^       |
| *Ventes selon la certification ^Mise en rayon selon la certification xNon précisé par la certification ‡ventes/streaming selon la certification |               |                |

| Région                                                           | Certification | Ventes/Streams |
| ---------------------------------------------------------------- | ------------- | -------------- |
| Autriche (IFPI)                                                  | Platine       | 20 000x        |
| *Ventes selon la certification xNon précisé par la certification |               |                |